# Екзонуклеази

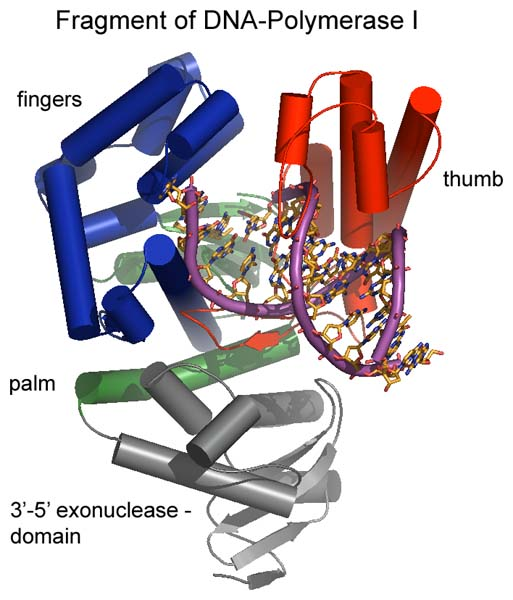
Рис.1 3' - 5' екзонуклеаза, асоційована з ДНК-полімеразою І

Екзонуклеази — нуклеази, які розщеплюють полінуклеотидні ланцюжки по одній субодиниці з кінця полінуклеотидного ланцюжка. Ці ферменти гідролізують фосфодіефірні зв'язки або з 3'-, або з 5'-кінця молекули. Відомі як у вигляді окремих ферментів, так і у вигляді частин великих білкових комплексів.
ДНК-полімераза I містить 5'-екзонуклеазу, що відщеплює РНК-праймер безпосередньо вгорі від точки синтезу ДНК в 3' → 5' напрямку. Це дозволяє полімеразі синтезувати нуклеотиди ДНК замість РНК, які відщеплює екзонуклеаза. Іншим прикладом є один з головних механізмів деградації РНК серед архей та еукаріотів, що використовує великий білковий екзосомний комплекс, що значною мірою складається з 3' → 5' екзорибонуклеаз.

## Відмінності між ендонуклеазами та екзонуклеазами

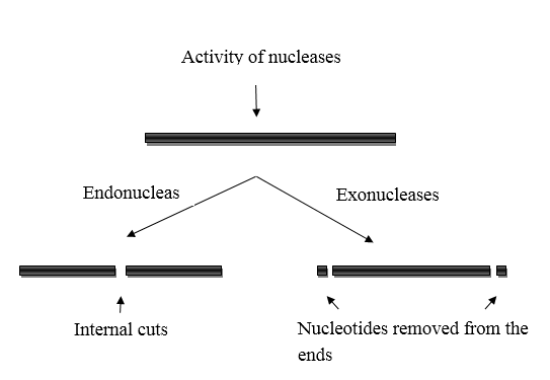
Рис.2 Принцип дії ендо- та екзонуклеаз

## Відмінності між ендонуклеазами та екзонуклеазами[1]
| Характеристика       | Ендонуклеази                                                                | Екзонуклеази                                                                                           |
| -------------------- | --------------------------------------------------------------------------- | --- |
| Механізм дії         | Розділяє нуклеотидну послідовність на 2 або більше фрагментів               | Поодиноке відщеплення нуклеотидів з кінця нуклеотидної послідовності, поодиноко                        |
| Місце дії            | З середини полінуклеотидної послідовності                                   | З кінця полінуклеотидної послідонвості                                                                 |
| 3' або 5'-ОН - групи | Не потрібні                                                                 | Необхідні                                                                                              |
| Лаг - фаза           | Проходять лаг - фазу перед своєю активністю                                 | Відсутня                                                                                               |
| Специфічність        | Сиквенс-специфічні                                                          | Неспецифічні                                                                                           |
| Результат            | Відщеплює олігонуклеотиди                                                   | Відщеплює нуклеотиди                                                                                   |
| Значення             | Відіграють важливу роль у відновленні ДНК, блокування проникнення патогенів | Відновлення, стабілізація та перевірка ДНК (як і в ендонуклеаз), але не блокують проникнення патогенів |

## Типи екзонуклеаз уE.coli

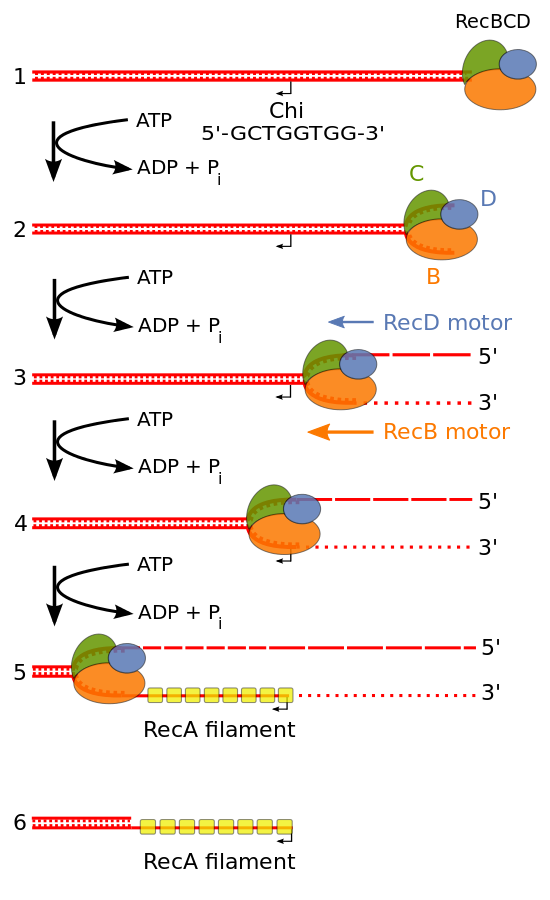
Рис.3 Екзонуклеазна активність RecBCD (екзонуклеаза V) у E.Coli

У 1971 р. Ізраїль Роберт Леман, американський біохімік литовського походження, дослідив екзонуклеазу типу І на прикладі E.coli. В той же час повідомлялося про проведення різноманітних досліджень в області вивчення екзонуклеаз ІІ, ІІІ, IV, V, VI, VII та VIII. Кожен з типів нуклеаз виконує певні функції та вимагає своїх особливостей для роботи .
- Екзонуклеаза I розщеплює одноланцюгову ДНК у напрямку 3' → 5', вивільняючи дезоксирибонуклеозид 5'-монофосфати один за одним. Вона не розщеплює ланцюги ДНК, які не містять кінцевих 3'-OH - груп, оскільки вони блокуються фосфорильними або ацетильними групами [3].
- Екзонуклеаза ІІ асоційована із ДНК-полімеразою І, яка містить 5'-екзонуклеазу, яка від’єднує  РНК-праймер, що міститься безпосередньо перед місцем синтезу ДНК у порядку 5' → 3' кінця.
- Екзонуклеаза III володіє 4-ма каталітични активностями:

- 3'-5' екзодезоксирибонуклеазна активність, яка є специфічною для дволанцюгової ДНК;
-  активність РНК-ази;
- активність 3' фосфатази;
- активність ендонуклеази AP (пізніше було встановлено, що її назвали ендонуклеазою II) .
- Екзонуклеаза IV приєднує молекулу води, тому вона може розірвати зв'язок олігонуклеотиду з нуклеозид 5' монофосфатом. Для функціонування за більш високих температур, ніж екзонуклеаза I, цьому типу ферментів необхідна наявність іонів Mg 2+ [5].
- Екзонуклеаза V — це 3'-5' гідролізуючий фермент, який каталізує лінійну дволанцюгову ДНК і одноланцюгову ДНК, для чого йому необхідна присутність Ca2+ [6]. Цей фермент виконує важливу роль у процесі гомологічної рекомбінації. Екзонуклеаза VIII — являє собою 5'-3'-димерний білок, якому не потрібен АТФ або будь-які розриви у послідовності, однак він потребує вільної 5'-ОН-групи для виконання своєї функції.

## Людські екзонуклеази
3'-5' ендонуклеаза людського типу має важливе значення для належного процесингу пре-мРНК гістону, в якій U7 snRNP керує єдиним процесом розщеплення. Після видалення наступного продукту розщеплення (DCP) Xrn1 продовжує подальше розщеплення продукту, поки він повністю не розпадеться . Це дає можливість повторно використовувати нуклеотиди. Xrn1 пов'язаний з активністю котранскрипційного розщеплення (CoTC), який діє як попередник для розвитку вільного 5' - незахищеного кінця, тому екзонуклеаза може видаляти та розкладати продукт розщеплення, що йде далі (DCP). Внаслідок цього ініціюється припинення транскрипції, оскільки людському організму немає сенсу накопичувати в своєму тілі ланцюги ДНК або РНК .

## Екзонуклеази дріжджів
CCR4-Not є загальним комплексом регуляції транскрипції в дріжджах, які брунькуються, та який, як з’ясовано, пов’язаний з метаболізмом мРНК, ініціацією транскрипції та деградацією мРНК. Досліджено, що CCR4 містить РНК і володіє екзонуклеазною активністю до одноланцюгової ДНК у 3'-5' напрямі . Іншим компонентом, пов’язаним з CCR4-Not, є білок CAF1, який містить 3'-5' або 5'-3' екзонуклеазні домени в миші та вільноживучої нематоди. Цей білок не було виявлено в дріжджах, що свідчить про те, що він, скоріше за все, має аномальний екзонуклеазний домен, подібний до того, який спостерігається у багатоклітинних тварин .
Дріжджі містять екзонуклеази Rat1 і Xrn1. Rat1 працює так само, як екзонуклеаза людського типу (Xrn2), а функція Xrn1 у цитоплазмі здійснюється в напрямку від 5' до 3' кінця для деградації РНК (рРНК до 5,8s і 25s) за відсутності Rat1 .

## Коронавірусні екзонуклеази
У бета-штаммів коронавірусів, до яких також належить і SARS-CoV-2, присутня екзонуклеаза nsp14-ExoN. Вона є складовою вірусного геному, яка відповідає за рекомбінацію та бере участь у появі нового штаму .